# Psathyrostachys rupestris
Psathyrostachys rupestris är en gräsart som först beskrevs av Mikhail Aleksandrovich Alexeenko, och fick sitt nu gällande namn av Sergej Arsenjevitj Nevskij. Psathyrostachys rupestris ingår i släktet Psathyrostachys och familjen gräs. Inga underarter finns listade i Catalogue of Life.